# یامابیکو
یامابیکو (انگلیسی: Yamabiko) شرکت ماشین‌آلات ژاپنی است، که در سال ۲۰۰۸ تأسیس شد.